# دير مار أفتيموس (القدس)
دير مار أفتيموس هو دير كاثوليكي صغير يقع داخل أسوار البلدة القديمة لمدينة القدس، في حارة النصارى. ويلاصق دير السيدة، بالقرب من مسجد الخانقاة (الصلاحية).